# Ernst Heinrich Michaelis
Ernst Heinrich Michaelis (* 1794 in Schönberg bei Danzig; † 1873 in Berlin-Schöneberg) war ein preußischer Offizier und Ingenieurgeograph.

## Leben und Werk

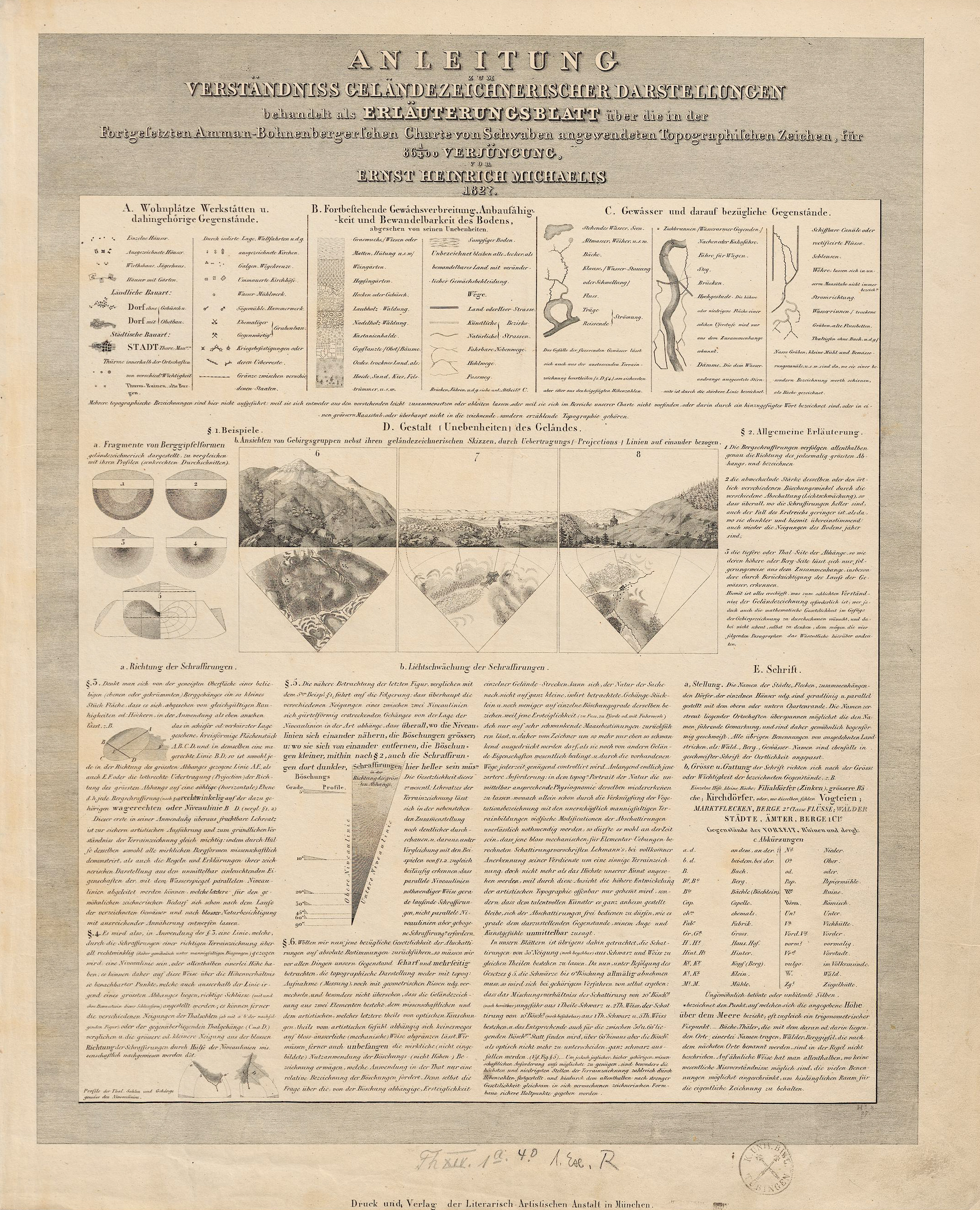
Charte von Schwaben, Anleitung

Ernst Heinrich Michaelis war der Sohn eines Predigers und besuchte das Gymnasium in Danzig. Später arbeitete er für den preußischen Generalstab und ab 1817 für Alexander von Humboldts Atlas géographique et physique du Nouveau Continent. Zudem war er Mitarbeiter der geografischen Zeitschrift Hertha von Heinrich Berghaus. Michaelis war ab 1824 als Kartograf bei Johann Friedrich Cotta in Stuttgart tätig und reiste 1827 für Studienzwecke zum ersten Mal in die Schweiz.
Michaelis ließ sich wahrscheinlich um 1834 in Aarau nieder und hatte Kontakt zu Guillaume Henri Dufour. Unter der Leitung von Michaelis wurde von 1837 bis 1843 der Kanton Aargau vermessen. Daraus entstand die sogenannte Michaeliskarte. Diese war die Grundlage für die Schweizer Dufourkarte. Noch während der Arbeit an der Kantonskarte veröffentlichte Michaelis die Werke Passage du Splügen et de la Via mala 1846/47 und die Carte du Canton du Tessin et des Environs de Milan, die gegenüber allen vorherigen Tessiner Karten entschiedene Fortschritte zeigt. 1845 veröffentlichte Michaelis seine Studie Über die Darstellung des Hochgebirges in topographischen Karten.
Michaelis lebte später in Freiburg im Breisgau und Berlin, wo er in der Heilanstalt von Schöneberg verstarb.